# La Mort d'Actéon
La Mort d'Actéon est un tableau peint par Titien entre 1559 et 1575. Il mesure 178,4 cm de haut sur 198,1 cm de large. Il est conservé à la National Gallery à Londres.
Il représente une scène de la mythologie grecque : le chasseur Actéon, transformé en cerf par la déesse Artémis qu'il a surprise au bain, est tué par ses propres chiens.